# 오미야촌 (후쿠시마현)
오미야촌(大宮村)은 후쿠시마현 미나미아이즈군에
일찍이 존재했던 촌이다.

## 지리
- 현재의 미나미아이즈정의 남부, 구 난고촌의 북부에 위치한다.

## 역사
- 1889년 4월 1일 - 정촌제 시행에 의해 8촌이 합병해 미나미아이즈군 오미야촌이 성립하였다.
- 1995년 7월 20일 - 도미타촌과 합병에 의해 미나미아이즈정이 성립하여, 오미야촌은 소멸하였다.

## 인구
- 1891년 1,683
- 1920년 2,420
- 1935년 3,895

## 참고문헌
- 角川日本地名大辞典編纂委員会『角川日本地名大辞典 7 福島県』、角川書店、1981年 ISBN 4-04-001070-1
- 日本加除出版株式会社編集部『全国市町村名変遷総覧』、日本加除出版、2006年、ISBN 4-8178-1318-0